# Euphyia aglaodes
Euphyia aglaodes là một loài bướm đêm trong họ Geometridae.